# Carlo Ratti

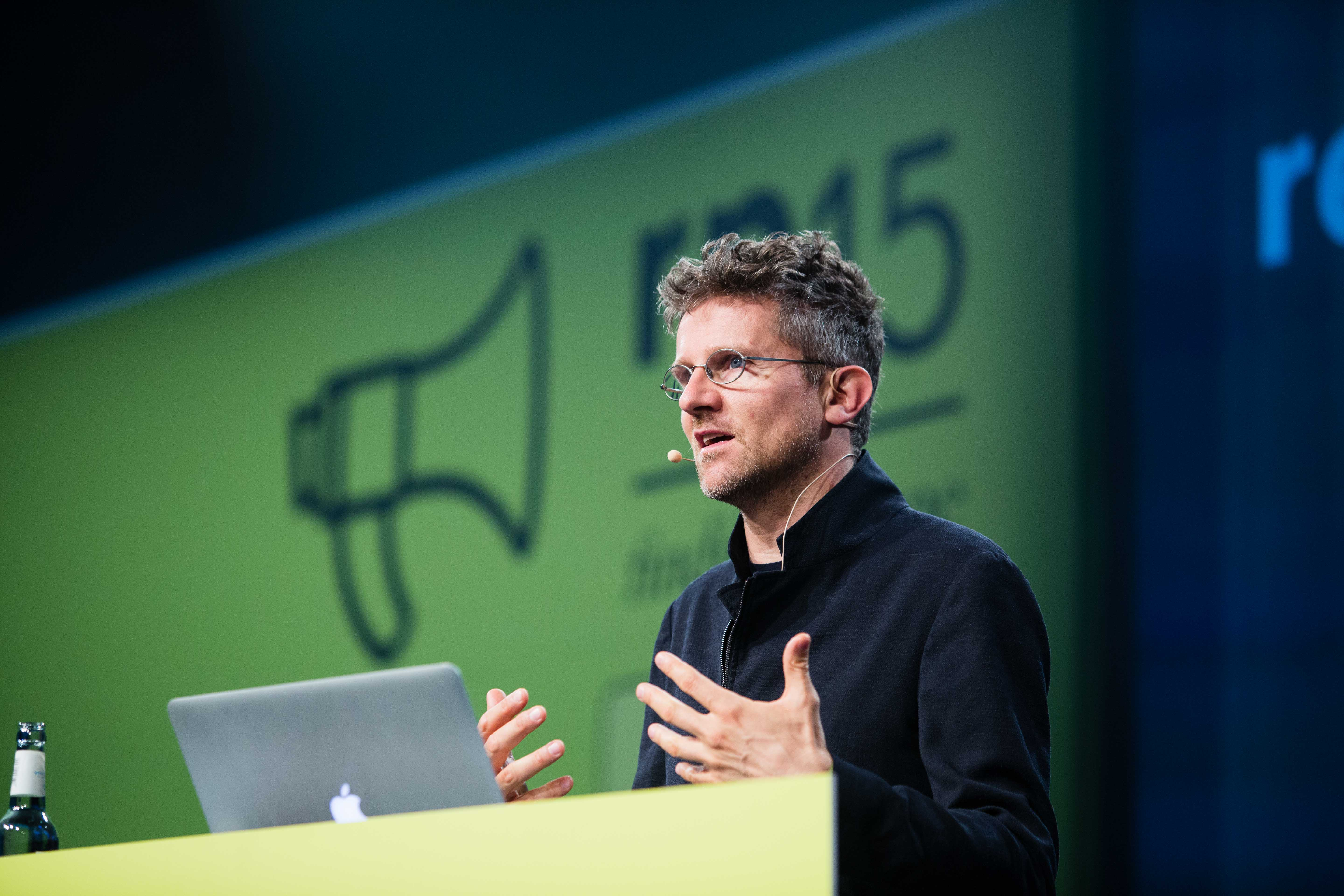
Carlo Ratti (2015)

Carlo Ratti (* 1971  in Turin) ist ein italienischer Architekt und Ingenieur. Er gründete und leitet das Designbüro Carlo Ratti Associati.

## Leben
Er ist Absolvent des Politecnico di Torino und der École Nationale des Ponts et Chaussées in Paris und erwarb außerdem einen M.Phil. und den Ph.D.-Titel an der Universität Cambridge. Ratti ist Mitautor von über 200 Publikationen und Inhaber mehrerer Patente. Seine Arbeiten wurden ausgestellt auf der Biennale von Venedig, im Disseny Hub Barcelona, im Science Museum in London, bei der Gray Area Foundation for the Arts in San Francisco sowie im Museum of Modern Art in New York. Sein digitaler Wasserpavillon auf der Weltausstellung 2008 in Saragossa wurde vom Time Magazine als eine der besten Erfindungen des Jahres bezeichnet.
Im Juni 2007 wurde Ratti vom italienischen Kulturminister als Mitglied in den italienischen Designrat berufen, ein Beratungskomitee der italienischen Regierung, das sich aus 25 führenden Köpfen der italienischen Designbranche zusammensetzt. 2009 wurde er außerdem zum Inaugural Innovator in Residence des australischen Bundesstaates Queensland ernannt. Er wurde außerdem von Thames & Hudson in der Veröffentlichung 60: Innovators Shaping Our Creative Future vorgestellt und in der „2008 Best & Brightest“-Liste des Esquire Magazine geführt. 2010 wählte ihn die Zeitschrift Blueprint unter die richtungsweisendsten Köpfe in der Zukunft des Designs („25 People Who Will Change the World of Design“) und 2011 wurde er von Forbes als einer der „Wichtigsten Namen des Jahres“ geführt. Er referierte auf der TED und ist Mitglied im Global Agenda Council für das Stadtmanagement des Weltwirtschaftsforums.
Er arbeitet in Italien und lehrt am Massachusetts Institute of Technology (MIT), wo er auch das Senseable City Lab leitet.
Im Dezember 2023 wurde Ratti zum Kurator der Architektur-Biennale Venedig (2025) nominiert.